# European Juggling Convention

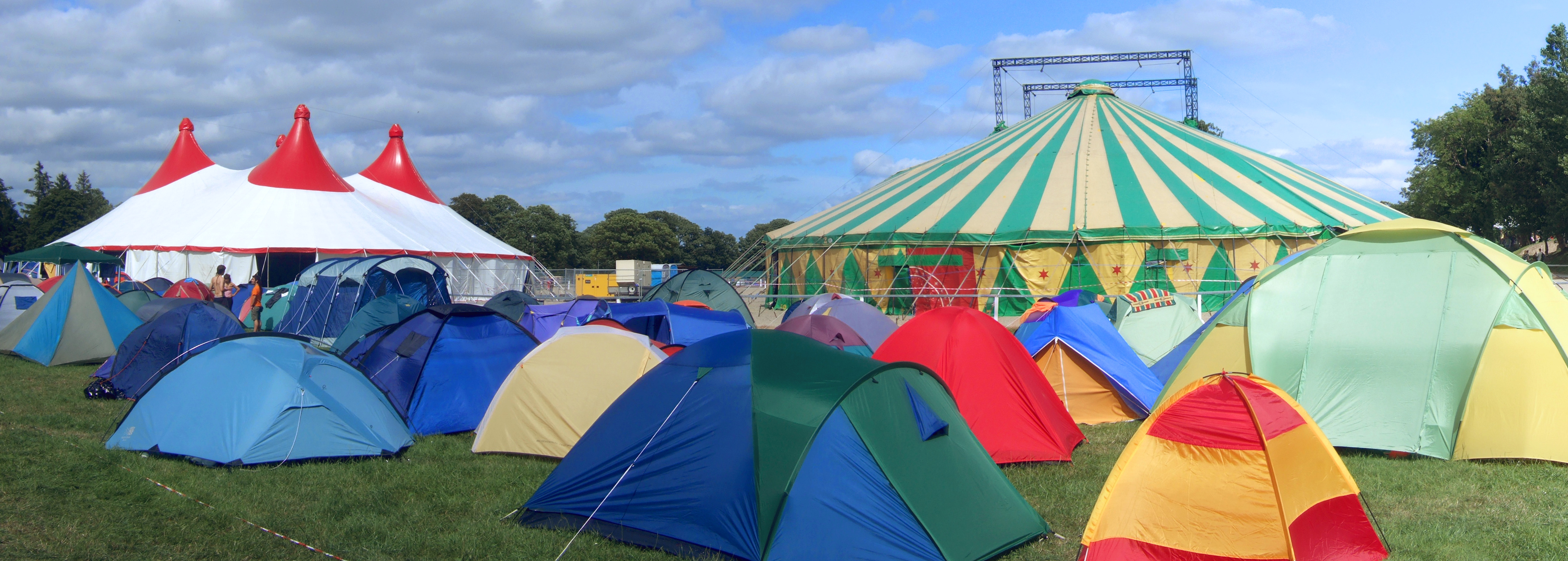
EJC 2006, Millstreet, Ireland.

La Convention di giocoleria europea (in inglese European Juggling Convention, EJC), è una delle più grandi convention di giocoleria nel mondo, coinvolge regolarmente qualche migliaia di partecipanti. Si svolge ogni anno in paese europeo. È supportata dalla European Juggling Association (EJA), un'associazione no-profit fondata nel 1987 a Saintes, Francia. Si svolge usualmente in una settimana nell'estate europea.

## Lista delle Convention Europee di Giocoleria
| N. | Località                         | Anno | Data                        | Partecipanti | Organizzatori                                                  | Link                                                              |
| -- | -------------------------------- | ---- | --------------------------- | ------------ | -------------------------------------------------------------- | ----------------------------------------------------------------- |
| 1  | Brighton, Regno Unito            | 1978 | 15 aprile - 16 aprile       | 11           | Lynn Thomas                                                    |                                                                   |
| 2  | Newport-on-Tay, Regno Unito      | 1979 |                             | 25           | Lindsay Leslie                                                 |                                                                   |
| 3  | Londra, Regno Unito              | 1980 |                             | 60           | Tim Bat                                                        |                                                                   |
| 4  | Londra, Regno Unito              | 1981 |                             | 100          | Tim Bat                                                        |                                                                   |
| 5  | Copenaghen, Danimarca            | 1982 |                             | 110          | Jonglorer md Tyngdekaften                                      |                                                                   |
| 6  | Laval, Francia                   | 1983 |                             | 200          | L'Institute de Jonglage                                        |                                                                   |
| 7  | Francoforte sul Meno, Germania   | 1984 |                             | 400          | Schwerkraft Na Und                                             |                                                                   |
| 8  | Bruxelles, Belgio                | 1985 | 5 settembre - 8 settembre   | 600          | Cirque de Trottoir                                             |                                                                   |
| 9  | Castellar de la Frontera, Spagna | 1986 |                             | 350          | Javier Jiminez, Hermann Klink, Fritz Brehm, Toby Philpott      |                                                                   |
| 10 | Saintes, Francia                 | 1987 | 17 agosto - 20 settembre    | 1000         | L'Institute de Jonglage                                        |                                                                   |
| 11 | Bradford, Regno Unito            | 1988 | 22 settembre - 25 settembre | 1000         | Sam Scurfield                                                  |                                                                   |
| 12 | Maastricht, Paesi Bassi          | 1989 | 31 agosto - 3 settembre     | 2000         | Stichting 12th European Juggling Festival                      |                                                                   |
| 13 | Oldenburg, Germania              | 1990 | 20 agosto - 2 settembre     | 2500         | Verein zur Förderung des Freizeitsports e.V.                   |                                                                   |
| 14 | Verona, Italia                   | 1991 | 29 agosto - 1º settembre    | 2300         | EJA: represented by Jules Howarth, Pippa Stockting, Doug Orten |                                                                   |
| 15 | Banyoles, Spagna                 | 1992 | 20 agosto - 24 agosto       | 1500         | Sue Hunt                                                       |                                                                   |
| 16 | Leeds, Regno Unito               | 1993 | 1º settembre - 5 settembre  | 1800         | Up in the Air Ltd.                                             |                                                                   |
| 17 | Hagen, Germania                  | 1994 | 2 agosto - 7 agosto         | 2000         | EJA (Deutschland) e.V.                                         |                                                                   |
| 18 | Göteborg, Svezia                 | 1995 | 11 agosto - 18 agosto       | 1100         | Snöbollen                                                      |                                                                   |
| 19 | Grenoble, Francia                | 1996 | 12 agosto - 18 agosto       | 2200         | Association Entre ciel et terre                                |                                                                   |
| 20 | Torino, Italia                   | 1997 | 31 agosto - 6 settembre     | 1000         | Just for Joy European Association                              |                                                                   |
| 21 | Edimburgo, Regno Unito           | 1998 | 3 agosto - 8 agosto         | 2000         | EJC98 Ltd.                                                     |                                                                   |
| 22 | Grenoble, Francia                | 1999 | 12 agosto - 18 agosto       | 2300         | Association Entre ciel et terre                                |                                                                   |
| 23 | Karlsruhe, Germania              | 2000 | 5 agosto - 12 agosto        | 2500         | Pyramidaler Kleinkunst-Verein e.V.                             |                                                                   |
| 24 | Rotterdam, Paesi Bassi           | 2001 | 4 agosto - 12 agosto        | 3500         | Stichting EJC2001                                              |                                                                   |
| 25 | Brema, Germania                  | 2002 | 8 agosto - 16 agosto        | 2200         | Zirkuswerkstatt e.V.                                           |                                                                   |
| 26 | Svendborg, Danimarca             | 2003 | 5 agosto - 13 agosto        | 2300         | E.J.C. 2003 Svendborg                                          |                                                                   |
| 27 | Carvin, Francia                  | 2004 | 25 luglio - 1º agosto       | 4487         | Ch'ti Cirq                                                     |                                                                   |
| 28 | Ptuj, Slovenia                   | 2005 | 14 agosto - 20 agosto       | 3500         | Rokodelci Juggling Association                                 | Archiviato il 26 settembre 2009 in Internet Archive.              |
| 29 | Millstreet, Irlanda              | 2006 | 9 luglio - 16 luglio        | 2252         | JCEvents Ltd.                                                  |                                                                   |
| 30 | Atene, Grecia                    | 2007 | 30 luglio - 5 agosto        | 2300         | Circus Days                                                    |                                                                   |
| 31 | Karlsruhe, Germania              | 2008 | 2 agosto - 10 agosto        | 6665         | Pyramidaler KleinKunst-Verein                                  |                                                                   |
| 32 | Vitoria-Gasteiz, Spagna          | 2009 | 4 luglio - 12 luglio        | 4000         | Elkarte Kultural                                               |                                                                   |
| 33 | Joensuu, Finlandia               | 2010 | 24 luglio - 1º agosto       | 1100         | Sirkus Supiainen ry                                            |                                                                   |
| 34 | Monaco, Germania                 | 2011 | 6 agosto - 14 agosto        | 7200         | EJC 2011 e.V.                                                  |                                                                   |
| 35 | Lublino, Polonia                 | 2012 | 28 luglio- 5 agosto         | 1540         | Fundacja Sztukmistrze                                          |                                                                   |
| 36 | Tolosa, Francia                  | 2013 | 27 luglio- 3 agosto         | 4500         | Par Haz Art                                                    |                                                                   |
| 37 | Millstreet, Irlanda              | 2014 | 19 luglio - 27 luglio       | 2345         | Circus Events Ltd.                                             |                                                                   |
| 38 | Brunico, Italia                  | 2015 | 1º agosto - 9 agosto        | 4000         |                                                                |                                                                   |
| 39 | Almere, Paesi Bassi              | 2016 | 30 luglio - 7 agosto        | 5417         | Stichting Europees Jongleerfestival 2016                       | Archiviato il 6 novembre 2016 in Internet Archive.                |
| 40 | Lublino, Polonia                 | 2017 | 22 luglio - 30 luglio       | 2440         | Fundacja Sztukmistrze                                          |                                                                   |
| 41 | Azzorre, Portogallo              | 2018 | 28 luglio - 5 agosto        | 1300         | Associação Cultural de Artes Circenses dos Açores - 9'Circos   | Archiviato il 13 marzo 2018 in Internet Archive.                  |
| 42 | Newark, Regno Unito              | 2019 | 3 agosto - 11 agosto        |              | Red Hat Events                                                 | www.ejc2019.org Archiviato il 25 giugno 2019 in Internet Archive. |
| 43 | Hanko, Finlandia                 | 2021 | 23 luglio - 25 luglio       |              |                                                                | Archiviato il 5 ottobre 2018 in Internet Archive.                 |
| 44 | Tres Cantos, Spagna              | 2022 | 6 agosto - 14 agosto        |              |                                                                |                                                                   |
| 45 | Lublino, Polonia                 | 2023 | 29 luglio - 6 agosto        |              | Fundacja Sztukmistrze                                          |                                                                   |
| 46 | Ovar, Portogallo                 | 2024 | 27 luglio - 4 agosto        |              |                                                                |                                                                   |
| 47 | Arnhem, Paesi Bassi              | 2025 | 2 agosto - 10 agosto        |              |                                                                |                                                                   |
| 48 | Ptuj, Slovenia                   | 2026 |                             |              |                                                                |                                                                   |